# АТХ код A04
АТХ код A04 (англ. ATC code A04)  «Противорвотные препараты» — раздел система буквенно-цифровых кодов Анатомо-терапевтическо-химической классификации, разработанных Всемирной организацией здравоохранения для классификации лекарств и других медицинских продуктов. Подгруппа А04 является частью группы препаратов A «Препараты, влияющие на пищеварительный тракт и обмен веществ».
Коды для применения в ветеринарии (ATCvet коды) могут быть созданы путём добавления буквы Q в передней части человеческого Код ATC: QA04.
Из-за различных национальных особенностей в классификацию АТС могут включаться дополнительные коды, которые отсутствуют в этом списке, который составлен Всемирной организацией здравоохранения.

## A04A Противорвотные препараты

### A04AA Блокаторы серотониновых 5-HT3-рецепторов
- A04AA01 Ондансетрон
- A04AA02 Гранисетрон
- A04AA03 Трописетрон
- A04AA04 Доласетрон
- A04AA05 Палоносетрон
- A04AA55 Комбинации палоносетрона

### A04AD Другие противорвотные препараты
- A04AD01 Скополамин
- A04AD02 Cerium oxalate[англ.]
- A04AD04 Хлоробутанол
- A04AD05 Метопимазин
- A04AD10 Дронабинол
- A04AD11 Nabilone[англ.]
- A04AD12 Aprepitant[англ.]
- A04AD13 Casopitant[англ.]
- A04AD13 Rolapitant
- A04AD51 Скополамин в комбинациях
- A04AD54 Хлоробутанол в комбинациях